# Typhoon Club
Pour plus de détails, voir Fiche technique et Distribution.
Typhoon Club (台風クラブ, Taifū kurabu) est un film japonais réalisé par Shinji Sōmai, sorti en 1985.
Le film bénéficie d'une sortie française en 1988 sous le titre Typhoon.

## Synopsis
Dans une petite ville de campagne du Japon, des adolescentes ignorent l'ordre d'évacuation du collège au moment de l'approche d'un typhon et restent dans l'établissement.

## Fiche technique
- Titre original : 台風クラブ (Taifū kurabu?)
- Titre français : Typhoon Club[2]
- Titre français alternatif : Typhoon
- Réalisation : Shinji Sōmai
- Scénario : Yūji Katō
- Musique : Shigeaki Saegusa
- Photographie : Akihiro Itō
- Montage : Isao Tomita
- Société de production : Director's Company (en)
- Pays de production :  Japon
- Langue originale : japonais
- Format : couleurs - 1,85:1 - 35 mm - son mono
- Genre : drame, romance
- Durée : 115 minutes[3]
- Dates de sortie :
  - Japon : 31 août 1985[4]
  - France : 29 juin 1988[5]

## Distribution
- Yuichi Mikami : Kyoichi Mikami
- Yūki Kudō : Rie Takami
- Tomokazu Miura : Umemiya, le professeur
- Toshiyuki Matsunaga : Akira Yamada
- Shigeru Benibayashi : Ken Shimizu
- Saburō Date : Okabe
- Tomiko Ishii : Katsue Yagisawa
- Kaori Kobayashi : Junko Yagisawa
- Yuka Ōnishi : Michiko Omachi
- Toshinori Omi : Kobayashi
- Minori Terada : Hideo

## Sortie et réception
Au Japon, Typhoon Club sort le 31 août 1985.
En France, le film est présenté en 1986 au Festival des 3 Continents à Nantes où il remporte le prix de la mise en scène. Le film est également présenté à Cannes la même année,. Hubert Niogret ainsi que Jean-Pierre Berthomé manifestent au sein de la revue un grand intérêt pour le film, selon Hubert Niogret, le film « a une vitalité que bien des films pourraient lui envier, ainsi qu'un sens de la surprise et du contrepied, qui contribuent pour beaucoup au plaisir du spectateur ».
Le film sort en France le 29 juin 1988 sous le titre Typhoon. Le nom du réalisateur est également orthographié « Shinzi Somai » et non pas Shinji Sōmai. Il est distribué par Les Films du Sémaphore.
La sortie du film est considérée comme discrète par Le Monde pour lequel le film est une curiosité. Pour le quotidien, l'intérêt du film est surtout sa nouveauté et les renseignements qu'il apporte sur le Japon contemporain et son cinéma. Les Cahiers du cinéma apprécient aussi le sujet sociologique du film, mais Vincent Ostria souligne aussi une « inquiétante étrangeté » et décrit le film comme très semblable dans son dispositif à celui d'un film d'horreur hollywoodien, mais « beaucoup plus fort puisqu’il ne montre pas d’agressions sanguinolentes, mais des implosions mentales. La vraie horreur est intérieure, jamais physique ». Le film est de nouveau présenté en France à l'occasion du Festival d'automne en partenariat avec les Cahiers du cinéma en 1997, puis en 1998 au cinéma Le Champolion à l'occasion d'une carte blanche à Benoît Jacquot où le film est décrit comme « remarquable mais peu remarqué ».